# ینس یورن اسپوتی
ینس یورن اسپوتِـی (دانمارکی: Jens Jørn Spottag؛ زادهٔ ۱۳ دسامبر ۱۹۵۷) بازیگر اهل دانمارک است.
از فیلم‌هایی که وی در آن نقش داشته‌است، می‌توان به پخمه‌ها، شناسه: ای، شب انتخابات، دنیاهایی جدا افتاده و روزی خواهد رسید اشاره کرد.